# Ambrósio Machado da Cunha Cavalcanti
|                                                                                   |  |  |
| Ambrósio Machado da Cunha Cavalcanti, bacharel em 1852, Governador de Pernambuco. |  |  |

Ambrósio Machado da Cunha Cavalcanti (Alagoas, 7 de novembro de 1830 — Pernambuco, 4 de abril de 1897) foi um político brasileiro.
Teve duas passagens pelo governo de Pernambuco. Em 1890, foi nomeado, porém, deixou o cargo no mesmo ano que o assumiu, assim como seu antecessor, Albino Gonçalves. Sua segunda passagem pelo governo pernambucano foi mais longa. Vice-presidente, assumiu o mandato em 1892 e permaneceu à frente do estado até 1896.